# Guaranteed
Guaranteed (dt. garantiert) ist ein von Eddie Vedder, dem Sänger von Pearl Jam, geschriebenes Lied aus der Filmmusik von Into the Wild von 2007. Es ist das letzte Stück auf dem Album, das auch einen Bonustrack von Guaranteed (Humming Vocal) enthält, der nach gut zwei Minuten Stille der regulären Version folgt.

## Text
Wie die anderen Nummern der CD basiert Guaranteed auf der Geschichte des US-amerikanischen Wanderers Christopher McCandless. Nachdem er die Emory-Universität 1990 als einer der Besten abgeschlossen hatte, entschied McCandless, all seine Ersparnisse und sein Bargeld aufzugeben und die USA zu bereisen. Im April 1992 trampte er bis nach Alaska in der Hoffnung, mit wenig Nahrung und Ausrüstung in der Wildnis eine Zeitlang in Abgeschiedenheit zu leben. Fast fünf Monate später verhungerte er nahe dem Denali-Nationalpark. Regisseur Sean Penn sagte, dass er sofort als er den Titel hörte „einfach fühlte, dass dies sicher die musikalische Stimme von [Schauspieler] Emile [Hirschs] Figur ist“. Eddie Vedder sagte, dass die Zeilen „Don't come closer or I'll have to go/Owning me like gravity are places that pull/If ever there was someone to keep me at home/It would be you“ („Komm nicht näher, oder ich muss gehen/Orte, die anziehen, bemächtigen sich meiner wie Schwerkraft/Sollte mich je jemand daheim halten/Wärst du es“) für McCandless' Schwester Carine seien.

## Rezeption
Vedder gewann 2007 einen Golden Globe in der Kategorie „Bestes Filmlied“ für Guaranteed. Bei den Grammies 2008 erhielt Guaranteed eine Nominierung für das „Beste Film-, Fernseh- oder andere Visuelle Medien-Lied“. Ebenso war es 2008 je für die „Broadcast Film Critics Association Awards“ als bester Titel und die „World Soundtrack Academy Awards“ in der Kategorie „Bestes unmittelbar für einen Film geschriebenes Lied“ nominiert.

## Musikvideo
Für das Musikvideo zu Guaranteed führte Marc Rocco Regie. Es zeigt Vedder in einem dunklen Raum, während er das Stück inmitten einer Reihe einfließender Standbilder von Into the Wild spielt. Es feierte am 7. Januar 2008 auf VH1 Premiere.

## Live-Aufführungen
Guaranteed wurde erstmals live am 2. November 2007 von Vedder auf einer Premierenfeier des Films auf dem Paramount-Grundstück gespielt. Er führte es weiter auf seiner 2008er Solotour auf. Er spielte es ebenfalls einmal mit Pearl Jam während deren Tour 2008.